# Ёда (посёлок)
Ёда — упразднённый посёлок в Тулунском районе Иркутской области. Входил в состав Ишидейского сельского поселения России. Исключен из учётных данных в 1998 году.

## География
Находилось на левом берегу реки Икей ниже впадения в нее реки Ёда, в 8 км к западу от посёлка Ишидей.

## История
Постановлением губернатора Иркутской области от 21 сентября 1998 года № 574-п посёлок исключен из учётных данных.